# Wielki książę

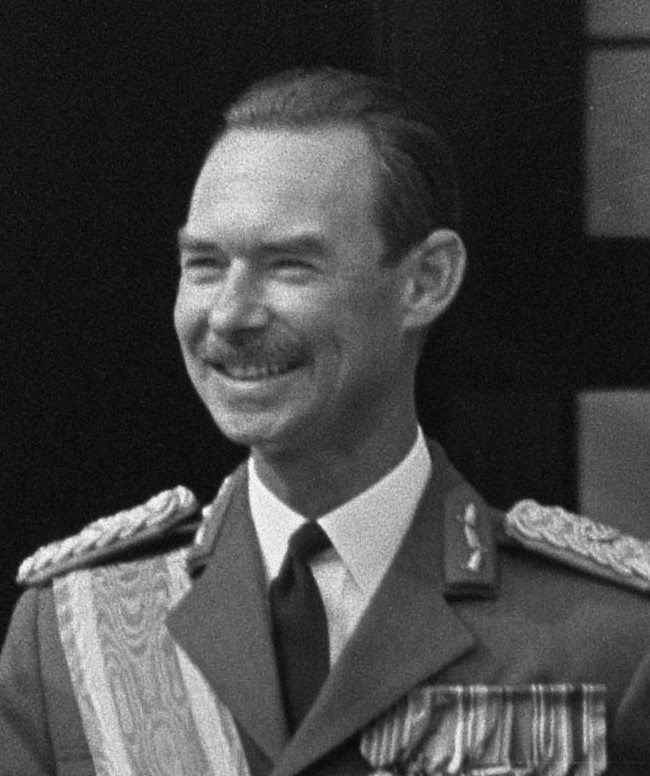
Jan (wielki książę Luksemburga)

Wielki książę (welikij kniaź), forma żeńska wielka księżna – tytuł monarszy, feudalny lub arystokratyczny, między rangą królewską a książęcą. Wyróżnia się dwie podstawowe formy wielkiego księcia, nierozróżnialne jednak w języku polskim: (z łac.) magnus princeps (niem. Großfürst) i magnus dux (niem. Großherzog, franc. grand duc). Na temat rozróżnienia tych dwóch form patrz hasło – książę.

## Magnus Dux
Na Litwie początkowo używany przez władców Kiernowa, potem Trok i Wilna. Pierwszym historycznie potwierdzonym księciem zwierzchnim nad książętami litewskimi był Mendog (od 1238). 
Po unii polsko-litewskiej przyjęty także przez królów Polski. W okresie rządów Witolda na Litwie istniało rozróżnienie między księciem zwierzchnim litewskim (supremus dux Lithuanie) a wielkim księciem litewskim (magnus dux Lithuanie). M.in. unia wileńsko-radomska wprowadzała to rozróżnienie: Władysław Jagiełło (supremus dux), Witold (magnus dux).
W zachodniej Europie pierwszy raz przyznany księciu Cosimo Medici, władcy Toskanii przez papieża w 1569 roku. Tytuł ten był nadawany również przez Napoleona – m.in. Joachimowi Muratowi, landgrafom Hesji, kurfürstom Badenii. Po kongresie wiedeńskim przyznany władcom Oldenburga, Meklemburgii, Luksemburga.

## Magnus Princeps
Tytuł używany:
- Na Rusi pierwotnie przez władców Rusi Kijowskiej – wielkich książąt kijowskich (od XI wieku) i włodzimierskich (od 1168), następnie wielkich książąt moskiewskich (od 1363). Stosowany także do książąt: twerskich, jarosławskich, suzdalskich i niżnonowogrodzkich, riazańskich, prońskich i permskich.
- na Węgrzech przed koronacją Stefana I na króla Węgier w 1001 (wedle części źródeł).
- w Szwecji dla Wielkiego Księstwa Finlandii (po podboju tego kraju przez Rosję w 1809 tytułowi odpowiadać będzie forma magnus dux)
- w Imperium Rosyjskim od XVIII wieku jako tytuł członków domu panującego.
- W monarchii habsburskiej od podniesienia w 1765 roku przez Marię Teresę Siedmiogrodu do rangi wielkiego księstwa, używany przez habsburskich królów Węgier, jak władców tego terytorium.